# ماري كينغستون
ماري كينغستون (بالإنجليزية: Mary Kingston)‏ هي مقدمة تلفزيونية أيرلندية، ولدت في 29 مايو 1970 في Inchydoney ‏ في جمهورية أيرلندا.